# Deso Dogg
Денис Мамаду Герхард Кусперт (нем. Denis Mamadou Gerhard Cuspert), известный под сценическим псевдонимом Deso Dogg (18 октября 1975, Западный Берлин — 17 января 2018, Дейр-эз-Зор, Сирия) — немецкий рэпер, затем участник гражданской войны в Сирии, боец и пропагандист Исламского государства. После принятия ислама взял мусульманское имя Абу Малик, а затем Абу Тальха аль-Альмани.

## Биография
Кусперт родился в 1975 году в берлинском районе Кройцберг. Отец — ганец, мать — немка. Отец бросил семью, когда Кусперт был ещё ребёнком. Его мать вышла замуж за офицера армии США, с которым у Кусперта были постоянные конфликты. Денис Кусперт провёл некоторое время в следственном изоляторе для несовершеннолетних. В интервью 2011 года он сказал, что вырос в атмосфере расизма: «Хотя моя мать была немкой, некоторые учителя меня называли „негром“ и плохо относились к детям мусульман». Около пяти лет Кусперт провёл в приюте для трудных детей; он также проживал на ферме в Намибии, куда его отправили немецкие социальные работники в целях реабилитации.
По его словам, в начале 1990-х он участвовал в демонстрациях протеста против войны в Персидском заливе: «Мы шли по улицам, кричали и жгли американский флаг». Вторжение США в Ирак в 2003 году стало новым источником конфликтов с отчимом. Кусперт вступил в молодёжную банду; по его словам, он находился в поисках идентичности и обнаружил её в среде детей арабских и турецких иммигрантов.
В 1995 году Денис Кусперт начал карьеру рэпера. После подписания контракта с Streetlife Entertainment было выпущено три альбома Кусперта: Schwarzer Engel (2006), Geeni’z в сотрудничестве с Jasha (2008) и Alle Augen auf mich (2009).
В 2010 году он чуть не погиб в автомобильной катастрофе, перенеся клиническую смерть. После принятия ислама в том же году Кусперт приостановил музыкальную карьеру и взял мусульманское имя Абу Малик. Денис был участником немецкой салафитской организации «Миллату Ибрахим». Позднее он переехал в Египет, а оттуда в Сирию, где принял участие в гражданской войне на стороне антиправительственных сил. В сентябре 2013 года Денис Кусперт был ранен в результате налёта сирийской авиации.
В 2014 году Кусперт дал клятву верности (байа) Исламскому государству Ирака и Леванта (ИГИЛ). Денис появлялся в пропагандистских роликах группировки, в одном из которых держал в руках отрезанную голову человека; он также был исполнителем ряда нашидов ИГИЛ на немецком языке. По мнению экспертов, бывший рэпер занимал в ИГИЛ видную позицию как германоязычный пропагандист идеалов этой организации. По данным ряда СМИ, он был убит 20 апреля 2014 года в Сирии в результате конфликта между ИГИЛ и Фронтом ан-Нусра. Однако по информации немецкой газеты Die Welt, в тот день был убит другой член ИГИЛ, который так же, как и Кусперт, носил псевдоним Абу Тальха аль-Альмани.
В феврале 2015 года Госдепартамент США внёс Кусперта в список особо опасных международных террористов. В том же месяце немецкая газета Бильд сообщила, что как минимум 3 жительницы Германии родили от Кусперта детей. Одна из его сожительниц, находясь с ним в Сирии, регулярно передавала в спецслужбы информацию о Кусперте. Когда члены ИГ стали подозревать её в шпионаже, женщина сбежала в Турцию. В апреле 2015 года Денис призывал своих единомышленников совершать теракты в Германии. В июле 2015 года он снялся в видеообращении к мусульманам Кавказа.
Согласно американским СМИ, 29 октября 2015 года Кусперт был убит в результате авиаударов ВВС США в Сирии. 18 ноября 2015 года появились сообщения о том, что террористы сами подтвердили его гибель. Однако в августе 2016 года американские военные заявили, что не уверены в смерти Кусперта.
О смерти Кусперта 18 января 2018 года сообщили лояльные ИГ средства массовой информации, опубликовав фотографии его тела: по заявлению ИГ, Кусперт погиб в боях против Свободной сирийской армии.

### Семья
Денис Кусперт был женат на сотруднице ФБР Даниэле Грин, которая занималась расследованием дел о терроризме. Грин свободно владела немецким языком, у неё была степень магистра истории. С 2011 года она работала переводчиком в ФБР и имела допуск к секретным делам, связанным с национальной безопасностью. Летом 2014 года Грин, будучи замужем за американским военным, через Турцию проникла в охваченную войной Сирию, где вышла замуж за Кусперта и жила с ним. Грин предупредила своего нового мужа, что ФБР следит за ним. Примерно через месяц она беспрепятственно вернулась в США, где была арестована. Прокурор просил смягчить для неё наказание за сотрудничество со следствием; Грин приговорили к двум годам тюрьмы. Вероятно, свободное пересечение границы Сирии происходило с разрешения высшего руководства Исламского государства, поскольку подобные путешественники рисковали лишиться головы.

## Дискография
- 2006: Murda Cocctail Volume 1
- 2006: Schwarzer Engel
- 2008: Geeni’z (вместе с Jasha)
- 2009: Alle Augen auf mich